# لفافة حرقفية
اللفافة الحرقفية هي لفافة في منطقة الحوض في جسم الإنسان.
ولهذه اللفافة الوصلات التالية:
- جانبية، مع طول الشفة الداخلية للعرف الحرقفي.
- وسطية، مع الخط الانتهائي لـ الحوض، حيث أنها متصلة مع السمحاق.

وتستقبل في الحرقفية العانية وتر إدخال القطنية الصغيرة، عند وجود العضلة.
إلى جانب الأوعية الفخذية، فهي ترتبط ارتباطًا وثيقًا بالحافة الخلفية لـ الرباط الأربي، والمتصل باللفافة المستعرضة.
إلى جانب الأوعية الفخذية، تمتد اللفافة الحرقفية للخلف والوسط من الرباط الإربي كشريط، وترفق اللفافة الحرقفية العانية بالبارزة الحرقفية العانية.
تقسم هذه اللفافة المسافة بين الرباط الإربي وعظم الورك إلى جوبتين أو حيزين:
- تنقل الجوبة الوعائية الوسطية الأوعية الفخذية.
- تنقل الجوبة العضلية الجانبية القطنية الكبيرة والعضلة الحرقفية والعصب الفخذي.

ومن وسط الأوعية، ترفق اللفافة الحرقفية بالخط الممشطي خلف المنجل اللفافي الإربي، حيث تتصل مرة أخرى مع اللفافة المستعرضة.